# Anna von Gemmingen

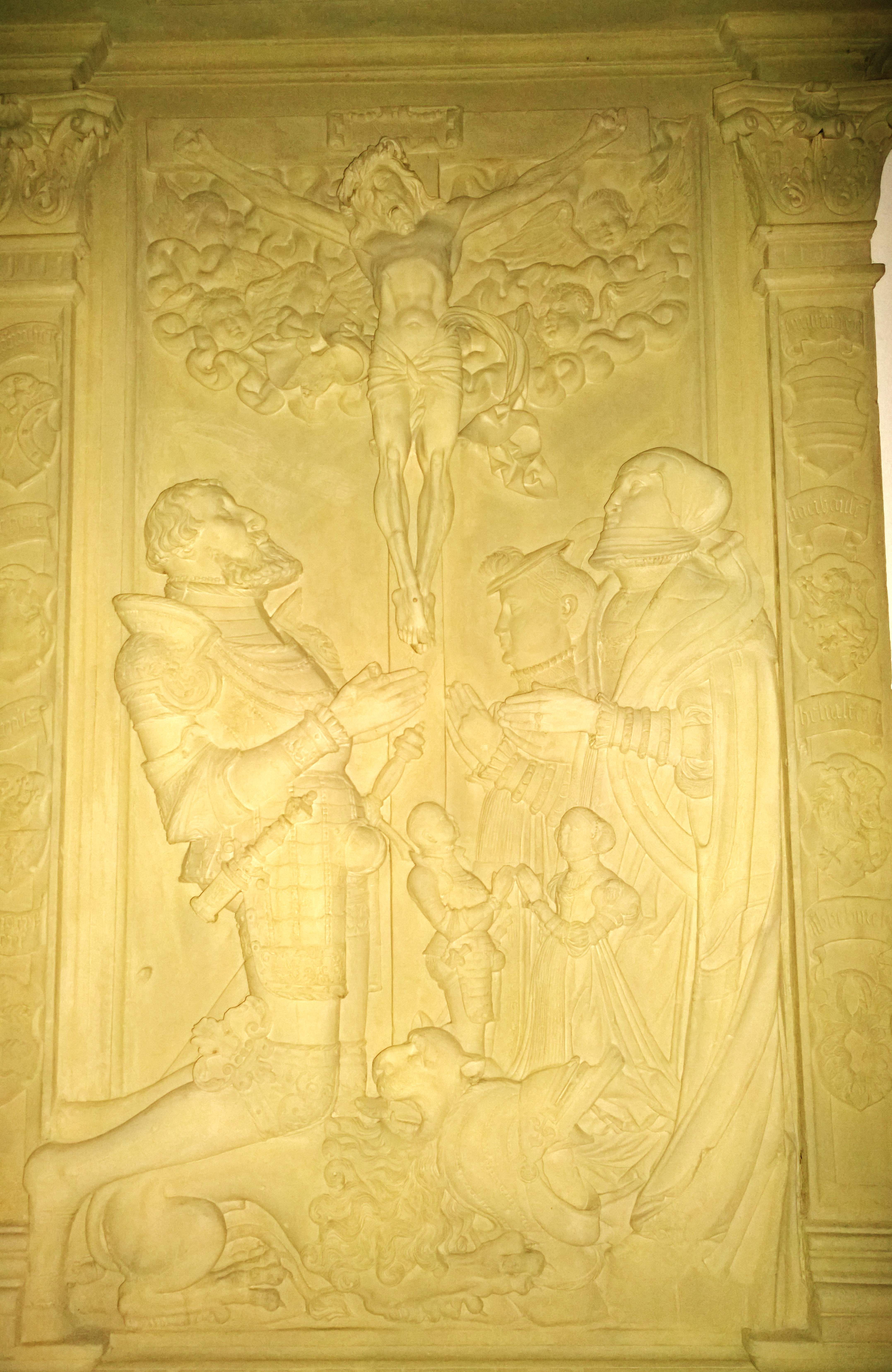
Epitaph ihres ersten Mannes Jacob von Praunheim-Bommersheim mit seinem und ihrem Bildnis (Zentralteil) in der Katholischen Pfarrkirche Mariä Himmelfahrt & Peter und Paul in Großwallstadt

Anna von Gemmingen (* um 1517, † 21. Mai 1577 in Großwallstadt) entstammte dem Ast der Velscher der Freiherren von Gemmingen. Sie war die letzte lebende Angehörige des Astes und hatte als Erbtochter des Heidelberger Fauths Hans von Gemmingen († 1552) Besitz in Heidelberg, Stebbach, Hilsbach. Über das Erbe ihres ersten Gatten, des hanauischen Amtmanns Jacob von Praunheim-Bommersheim († 1560) kam sie zu weiterem Besitz in Großwallstadt, Umstadt und anderen Orten. Ihr Besitz kam größtenteils an ihren zweiten Gatten, den Aschaffenburger Vizdom Melchior von Grorodt. Das schmuckvolle Epitaph für sie und ihren ersten Gatten ist in der Pfarrkirche von Großwallstadt erhalten, ein Standbild ihres zweiten Gatten in der Stiftskirche in Aschaffenburg.

## Leben
Sie war eine von drei Töchtern des Heidelberger Fauths Hans von Gemmingen. Ihre Schwestern Ursula und Margaretha waren jedoch noch vor dem Tod des Vaters gestorben, so dass sie bei dessen Tod die einzige noch lebende Nachfahrin war. Der Vater hatte bereits 1523 bei Pfalzgraf Ludwig V. um die Umwandlung seines Stebbacher Mannlehens in ein Erblehen gebeten, da er nur Töchter habe. Später waren dem Vater noch verschiedene Besitztümer seines Neffen Philipp, genannt „der Grünewald“, zugefallen, der in jungen Jahren verstorben war. Anna erbte daher unter anderem Haus und Güter in Hilsbach, ein Haus in Heidelberg (Gemminger Hof) sowie das halbe Dorf Stebbach.

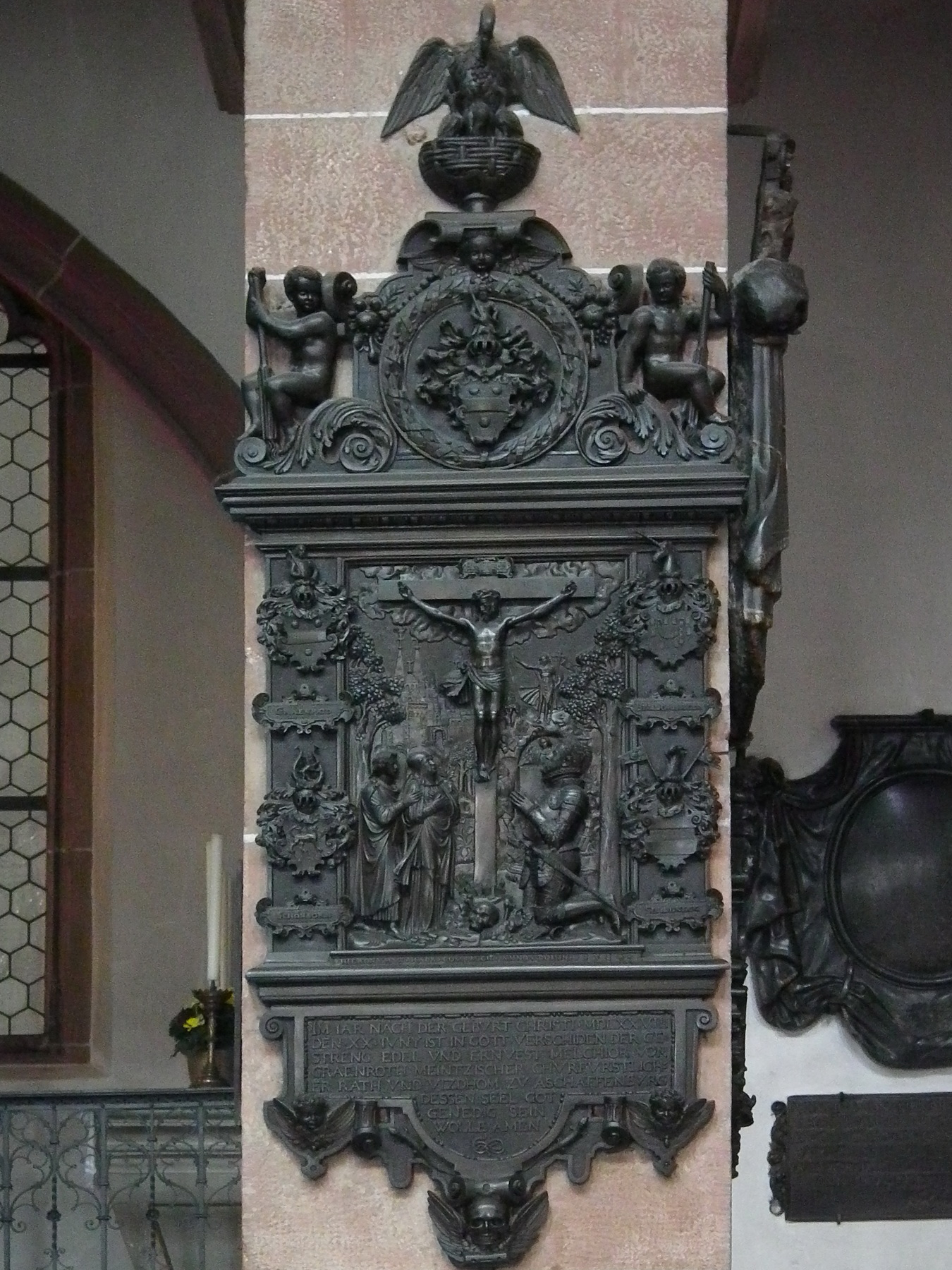
Bronzerelief von Melchior von Graenroth, Annas 2. Ehemann, kurfürstlicher Rat und Vizdom in Aschaffenburg, Bronzetafel mit Relief der Kreuzigung, seitlich Ahnenprobe; im Aufsatz das Familienwappen von Putten flankiert. Unter dem Relief Meisterinschrift: HERONYMVS. HACK. GOSS. MICH. ANNO. DOMINI. 1584

Sie war seit 1528 mit dem hanauischen Amtmann Jacob von Praunheim (Praunheim) zu Ostheim verheiratet und bewohnte mit diesem das Schlossgut in Großwallstadt. Nach seinem Tod 1560 erbte sie das Schloss in Großwallstadt, den praunheimisch Neustätter Hof (heute zu Obernburg am Main), den Gans’schen Adelshof in Umstadt und weiteren Besitz. Nach dem Tod des ersten Gatten, mit dem sie zwei Töchter hatte, ging sie eine zweite Ehe mit Melchior von Graenroth (auch Grorodt, Groroth, Gräroth oder Grönroth, verst. 20. Juli 1578), kurfürstlicher Rat Vizdom in Aschaffenburg, ein.
Sie starb 1577 im Alter von 60 Jahren. Bereits ihr erster Ehemann hatte ein Epitaph für das Paar in der Pfarrkirche zu Großwallstadt errichten lassen, so dass sie an der Seite des ersten Gatten begraben wurde. Das Grabmal ist erhalten. Auch von ihrem zweiten Gatten Grorodt ist in der Aschaffenburger Stiftskirche ein bedeutendes Grabmal erhalten. Melchior selbst starb nur ein Jahr später am 20. Juli 1578.
Ihr zweiter Gatte Grorodt hatte von Kurfürst Ludwig einst eine eiserne Kette erhalten mit dem Versprechen, diese gegen eine goldene einzutauschen, falls Grorodt einmal zur Kur kommen würde. Nach dem Tode Annas wandte sich Grorodt an den Kurfürsten und bat um das Stebbacher Lehen statt der versprochenen Goldkette. Die Pfalz zog darauf den Gemmingenschen Erblehensbesitz in Stebbach sowie Annas Güter bei Umstadt ein und sprach den Besitz Grorodt zu. Aus ihrer sonstigen Erbmasse kamen auch das Schloss in Großwallstadt, der Gans'sche Adelshof in Umstadt und der Neustatter Hof an Grorodt. Einen Teil des verbliebenen Besitzes verkauften ihre Erben an Leonhard von Gemmingen aus der Linie Gemmingen-Michelfeld, der von Anna testamentarisch schon mit einem goldenen Becher, dem Haus in Hilsbach und dem Anspruch auf günstigen Erwerb des Guts in Stebbach bedacht worden war. Einen weiteren goldenen Becher hatte sie Leonhards Bruder Sebastian von Gemmingen vermacht, Georg von Gemmingen vermachte sie 400 Batzen.